# Richard Pinhas
Richard Pinhas (pseudonyme occasionnel : Richard Dunn) est un guitariste (et joueur de synthétiseur), producteur de disques et compositeur français né le 7 mai 1951. Il est l'un des pionniers de la musique industrielle en France.

## Biographie
Adolescent, Richard Pinhas s'intéresse au blues et se joint au groupe Blues Convention où joue également Klaus Blasquiz, futur membre du groupe Magma. Avec ce dernier, il fonde l'éphémère Stuff, avant que Blasquiz ne rejoigne Christian Vander au sein de Magma.
Après le lycée, Pinhas commence des études de philosophie à la Sorbonne et, parallèlement, fonde le groupe Schizo. Le groupe enregistre un simple autoproduit en 1972 et se dissout la même année, Pinhas souhaitant se consacrer à ses études. Ce 45 tours, intitulé « Le Voyageur / Torcol », obtient un certain retentissement dans le milieu underground. On peut y entendre le philosophe Gilles Deleuze, dont Pinhas a suivi les cours à l'Université de Vincennes dans les années 1970, et dont la pensée a une influence considérable sur lui) lire un texte du philosophe allemand Friedrich Nietzsche sur un accompagnement rock.
Pinhas prépare et soutient sa thèse de doctorat de philosophie intitulée « Le rapport entre la schizoanalyse et la science-fiction », sous la direction Jean-François Lyotard. Il écrit aussi dans plusieurs revues, telles que Interférences dans les années 1970.
En 1973, il rencontre pour la première fois l'écrivain de science fiction Norman Spinrad à Los Angeles. Ce dernier le présente à son confrère Philip K. Dick, que Pinhas interviewe alors pour le magazine Actuel.
En 1974, Richard Pinhas crée le groupe de rock électronique Heldon. Son nom est tiré d'une cité fictionnelle décrite dans le roman Rêve de fer de Norman Spinrad. Comme avec son précédent groupe, Schizo, Pinhas produit lui-même ses nombreux enregistrements et les distribue sur son propre label, Disjuncta, un des premiers labels français indépendants. Marquée par les travaux de Robert Fripp et Brian Eno ((No Pussyfooting), 1973) autant que par ceux de King Crimson (Larks' Tongues in Aspic, 1973 ; Red, 1974) et ceux de Philip Glass, la musique de Heldon n'en reste pas moins profondément originale et novatrice dans sa façon de relier l'électronique et la puissance du son de la guitare électrique. Elle exerce, à son tour, une influence dans le domaine du rock dit "progressif et instrumental". De 1974 à 1979, le groupe publie sept albums, dont un double-album (It's Always Rock and Roll).
En 1983, après avoir publié la compilation Perspective, qui regroupe différents extraits de ses travaux précédents, en solo ou avec Heldon, Richard Pinhas se retrouve à court d'inspiration. Refusant de se répéter, il cesse volontairement de faire de la musique pendant dix ans, entre L'Éthique (1982) et DWW (1992). Il retourne à la philosophie et travaille à un livre sur Nietzsche.
Au début des années 1990, les rééditions des albums d'Heldon et de ses albums solo reçoivent un accueil très positif aux États-Unis, en Europe et au Japon. Ce regain d'intérêt pour son travail incite Richard Pinhas à se tourner de nouveau vers la musique. Il collabore alors avec plusieurs personnalités comme Pascal Comelade, Mark Jenkins, Peter Frohmader ou John Livengood (ex-Red Noise et Spacecraft) pour Cyborg Sally, disque fortement influencé par Nine Inch Nails. Il se lance aussi dans Schizotrope, un projet avec l'écrivain de science-fiction Maurice G. Dantec auquel participe aussi Norman Spinrad, , entre lectures de textes de Gilles Deleuze et musique, qu'ils qualifient de « Metatronic »,.
En 2000, il participe aux Rencontres Trans Musicales de Rennes en compagnie de Norman Spinrad. Cette même année voit paraître Only chaos is real, album de la renaissance de Heldon, dans une nouvelle mouture à laquelle participent Dantec, Spinrad, Antoine Paganotti (qui a été chanteur de Magma), Olivier Manchion (bassiste du groupe Ulan Bator), David Korn, et aussi des anciens du groupe, revenus pour célébrer sa nouvelle réincarnation, comme Alain Bellaïche et Georges Grunblatt, ou des proches comme Bernard Paganotti et Benoît Widemann (tous deux anciens membres de Magma). Le fils de Pinhas, Duncan Nilsson, qui a participé à l'album De l'Un et du Multiple (1997) joue sur le titre Holy Dolly. 
En 2001, Richard Pinhas publie Les Larmes de Nietzsche : Deleuze et la musique chez Flammarion, avec une préface de Maurice G. Dantec et Cancer ! au début des années 2000.
En 2004, il est invité à jouer au NEARfest, festival international de rock progressif en Pennsylvanie (États-Unis).
En 2007 il publie le disque Metatron.
En 2008, Richard Pinhas inaugure une collaboration avec le musicien bruitiste japonais Masami Akita, plus connu sous le pseudonyme de Merzbow, avec l'album Keio line. La même année une compilation de singles est publiée.
En 2013 il publie Vents Solaires un maxi en compagnie d'Étienne Jaumet.
En 2014 il publie Tikkun, un disque en collaboration avec Oren Ambarchi et Welcome In The Void avec Yoshida Tatsuya.

## Discographie

### AvecHeldon
2022 : ANTELAST (Last HELDON album with 5 new Tracks)

### Solo
- 1977 : Rhizosphère (Cobra - rééd. Cuneiform en 1994 avec en bonus Live, Paris 1982)
- 1978 : Chronolyse[14] (Cobra)
- 1980 : Iceland (Polydor)
- 1980 : East West (CBS)
- 1982 : L'Éthique (Pulse)
- 1992 : DWW (Spalax)
- 1994 : Cyborg Sally, avec John Livengood (Tangram)
- 1997 : De l'Un et du Multiple (Spalax)
- 2002 : Event and Repetitions (Cuneiform)
- 2004 : Tranzition (Cuneiform)
- 2006 : Metatron (Cuneiform)
- 2010 : Metal / Crystal, with Wolf Eyes and Merzbow (Cuneiform)
- 2013 : Desolation Row (Cuneiform)
- 2014 : Tikkun (Cuneiform), with Oren Ambarchi
- 2014 : Welcome in The Void, with Yoshida Tatsuya (Cuneiform)
- 2016 : Mu, avec Barry Cleveland (Cuneiform)
- 2016 : Process and Reality, avec Masami Akita and Tatsuya Yoshida (Cuneiform)
- 2017 : Reverse (Bureau B)
- 2017 : Trax with Makoto Kawabata and Yoshida Tatsuya  (Bam Balam Records)
- 2018 : Flux avec Kapital(Poland), Instant Classic Label.
- 2019 : Live at Bam Balam (Bam Balam records)
- 2019 : Ascencion avec Yoshida Tatsuya (Magaibutsu records MGC-56/Japon)
- 2020 : Quentin Compson Bam Balam records (Mixed by Stephen O'Malley). LP + Band camp 24 bits.
- 2020 : Live in London-1982 RP/Heldon (Bam Balam records)
- 2020 : Difference et Repetition with Palo Alto ( Sub Rosa Records)-Les Larmes de Nietzsche.
- 2021 : SOURCES duet with Duncan Pinhas-LP@ Bam Balam records(fr) + Digital@Bandcamp=)richardpinhas Heldon
- 2022 : Live in USA (Bam Balam Records)
- 2024: Winter Music (Other Side records)-EP vinyle, USA
- 2024 : LE PLAN (other Side Records)-Ep Vinyle, USA

### AvecSchizotrope
- 1999 : Le Plan (Cuneiform)
- 2000 : The Life and Death of Marie Zorn - North American Tour 1999 (Cuneiform)
- 2001 : Le Pli (Schizotrope III) (Emma Production)

### AvecPascal Comelade
- 1999 : Obliques Sessions II (Les Disques du Soleil et de l'acier)
- 2012 : Flip Side (of the sophism) (G3G records)
- 2020 : Le plan de Paris (Staubgold)

### Richard Pinhas &Merzbow
- 2008 : Keio line (Cuneiform)
- 2011 : Live in Paris 2008 (Cuneiform)
- 2011 : Rhizome (Cuneiform)
- 2012 : Richard Pinhas, Merzbow, Wolf Eyes : Victoriaville Mai 2011 (Les disques Victo)
- 2019 : "The KOLN ConZert" , Richard Pinhas and MERZBOW(Bam Balam records-FR)-November 25 2019-FR
- 2022: "CODA" @ Bam Balam records

### Richard Pinhas & Tatsuya Yoshida
- 2015 : Live in Japan 2014  (Magaibutsu)
- 2016 : Hakata Shibuya Live in Japan 2014 - Lp (Bam Balam records)
- 2016 : Live at Tusk Festival 2015 - Lp (Bam Balam records)
- 2021/2023 "ASCENCION" Magaibutsu (Japan) CD-  LP at BAM BALAM 2023

### Collaborations diverses
- Lard Free, I'm around about midnight (Vamp, 1975).
- Fluence, Fluence (Pôle / Tapioca, 1976) [Pascal Comelade].
- Ose, Adonia (Egg, 1978) avec Hervé Picart.
- Georges Grunblatt, K-Priss (Polydor, 1980).
- Jean-Philippe Goude, Drones (Polydor, 1980).
- Patrick Gauthier, Bébé Godzilla (Seventh, 1980).
- Odeurs 1980 : No sex! (Polydor, 1980).
- Video Liszt, Ektakrom killer (Epic, 1981, producteur) avec Hervé Picart.
- Paris / Tokyo (Tago-Mago, 1982 ) [compilation franco-japonaise].
- Mark Jenkins, Mexico rising (AMP records, 1994).
- Pascal Comelade, Musiques pour films, Vol. 2 (Wave / Delabel, 1996).
- Peter Frohmader, Fossil Culture (Cuneiform, 1999).
- Michel Houellebecq, Présence humaine (Tricatel, 2000).
- Richard Pinhas, Psaumes [pièce de 20 minutes inclus dans le DVD plus accompagnant le livre Psaumes consacré à Hubert Selby (IMHO, 2005)].
- Richard Pinhas in Berangère Maximin, No One is an Island (2012).
- Étienne Jaumet, Vents Solaires (Versatile Records, 2013).
- Rough & Wojtyla  featuring Richard Pinhas (Bam Balam Records, 2018-Vinyl Lps Only).
- Richard Pinhas - Impossible Don't Belong to French Language" in Dark Indicator album (Silent Records-October 2019)-USA
- Richard Pinhas, "FLESH EMPIRE" illustration for Yann Legendre-Long Album avalaible on Bandcamp only.
- Richard Pinhas/THX/Heldon/SCHIZO - Singles Collection -Remastered on Bandcamp, Digital RP/Heldon Only
- Richard Pinhas/Makoto Kawabata/Manongo Mujica/JL Pereira/Hiroshi Higashi, ALTURAS (BuH Records, Lima, Peru), 2020. Bandcamp and LP Vinyles.
- Richard Pinhas with Palo Alto, "Les larmes de Nietzsche" @ Difference et Repetition- LPs/CDs/Digital @ SUB ROSA (Belgium)
- Richard Pinhas et Pascal Comelade, "Le plan de Paris", editions STAUBGOLD-2020
- End of The Line , with xxROUGH, Bam BALAM records-2024- Vinyle Lp

### Compilations
- 1984 : Perspective (compilation 1976-1982) (WEA)
- 2017 : Single Collection - Schizo, Heldon, THX, Richard Pinhas 1972-1980 ( Bam Balam Records - BBRP 050 2xLp)

### Simples
- Schizo, Schizo and the Little Girl / Paraphrenia Praecox (SFP, 1972).
- Schizo, Le Voyageur / Torcol (Disjuncta, 1972).
- Heldon, Soutien à la RAF (Disjuncta, 1975).
- Heldon, Perspective 1 bis complément / Perspective 4 bis (Disjuncta Urus, 1976).
- T.H.X., Telstar / Rhizosphère suite (Cobra, 1978).
- Richard Dunn, Séquences / Modulations (RCA, 1978).
- Richard Pinhas, Beautiful May / New York (CBS, 1980) [45T promo].
- Richard Pinhas, West side / Houston 69 (Pulse, 1980).
- Richard Pinhas, L'Éthique (WEA, 1982) [45T promo].

La plus grande partie des enregistrements de Richard Pinhas et d'Heldon a été rééditée en CD par les labels Spalax en France, King Records au Japon et Cuneiform Records aux États-Unis avec de nombreux bonus-tracks. Des rééditions en LP vinyle sont prévues par le label espagnol Wah Wah Records. Richard Pinhas et Heldon sont depuis 2017 rattachés au label allemand BUREAU B. Certaines collaborations sont prevues chez Bam Balam records(Fr). 2017 /2019 publications Vyniles de tous les Albums " historiques" (1973-1992) sur les labels Bureau B, Bam Balam Records et Souffle Continu.

## Publications
- Texte Notes synoptiques à propos d'un mal mystérieux dans Inconscience fiction de Boris Eizykman, Kesselring Editeur, 1979.
- Les Larmes de Nietzsche : Deleuze et la musique, préface de Maurice G. Dantec, Paris, Flammarion, 2001  (ISBN 2-08-067814-0).
- Avec André Bernold (éd.), Deleuze épars. Approches et portraits, tableau de Simon Hantaï, Paris, Hermann, 2005. En appendice : « Théorie des multiplicités chez Bergson » : extraits en fac-similé d'une conférence de Gilles Deleuze et une bibliographie raisonnée de Gilles Deleuze. Textes de Jean-Pierre Faye, Jean-Luc Nancy, René Schérer, Jeannette Colombel et al.  (ISBN 2-7056-6487-4).

## Coréalisation
- Avec Claire Parnet (réal.), Leibniz : âme et damnation, conférence de Gilles Deleuze, Gallimard, « À voix haute », 2003.
- Avec Claire Parnet (réal.), Gilles Deleuze, cinéma, coffret 6 CD, Gallimard, « À voix haute », 2006.